# Aeroport Internacional Iàssir Arafat
L'Aeroport internacional Iàssir Arafat (àrab: مطار ياسر عرفات الدولي, Maṭār Yāsir ʿArafāt ad-duwalī) (codi IATA: GZA, codi OACI: LVGZ), anteriorment Aeroport internacional de Gaza i Aeroport internacional de Dahaniya, estava situat a la Franja de Gaza, entre Rafah i Dahaniya, prop de la frontera egípcia. La instal·lació es va obrir el 24 de novembre de 1998, i tots els vols de passatgers van cessar el febrer de 2001, durant la Segona Intifada. Israel va bombardejar l'estació de radar i la torre de control el 4 de desembre de 2001 i les excavadores van tallar la pista el 10 de gener de 2002, deixant l'aeroport inoperant.

## Història
L'aeroport era operat per l'Autoritat d'Aviació Civil Palestina i el govern israelià. Podia atendre 700.000 passatgers per any i la seva superfície total era de 450 hectàrees. L'aeròdrom va servir com a base de Palestinian Airlines fins que es va tancar al trànsit de passatgers.
La construcció de l'aeroport estava prevista a l'Acord d'Oslo II de 1995. Es va construir amb finançament del Japó, Egipte, Aràbia Saudita, Espanya i Alemanya. Va ser dissenyat per arquitectes marroquins (a partir del model de l'aeroport de Casablanca) i enginyers finançats pel rei del Marroc Hassan II. El cost total va ser de 86 milions de dòlars i va ser construït per Usama Hassan Elkhoudary (El-Khoudary per a enginyeria i contractació). Després d'un any de construcció, es va inaugurar el 24 de novembre de 1998; Entre els assistents a la cerimònia d'obertura hi havia Iàssir Arafat i el president dels Estats Units Bill Clinton. En aquell moment, l'obertura de l'aeroport es va descriure com una prova del progrés cap a l'estat palestí. La presència d'israelians es limitava a comprovar passaports i maletes.
El primer vol comercial que va sortir de l'aeroport de Gaza va ser un vol de Palestinian Airlines a Amman el 5 de desembre de 1998. Durant l'any següent, l'aeroport va rebre 90.000 passatgers i va processar més de 100 tones de càrrega. A mitjans de l'any 2000, un grapat de companyies estrangeres, incloses Royal Air Maroc i Egyptair, també havien introduït vols a Gaza.

### Segona Intifada
La Segona Intifada va esclatar el setembre del 2000 i va provocar el tancament de l'aeroport el mes següent. Israel va alternar entre la reobertura i el tancament de l'aeroport durant els mesos següents abans de prohibir finalment tot el trànsit aeri comercial el 13 de febrer de 2001; a partir d'aleshores només els avions privats d'Arafat van poder utilitzar l'aeròdrom. Els atacs aeris van destruir l'estació de radar i la torre de control el 4 de desembre de 2001 i les excavadores van tallar la pista el 10 de gener de 2002. La seva destrucció va deixar l'aeroport de Gush Katif com l'única pista en servei a Gaza, fins que va ser abandonat el 2004. Els aeroports públics més propers a la zona són l'aeroport Ben Gurion a Israel i l'aeroport El Arish a Egipte. De 2001 a 2006, el personal de l'aeroport encara va ocupar els taulells de bitllets i les àrees d'equipatge, encara que cap avió va entrar o sortir de l'aeroport durant aquest període.
El març de 2002, l'Organització d'Aviació Civil Internacional (OACI) va condemnar enèrgicament Israel per l'atac a l'aeroport, que va considerar una violació del Conveni per a la repressió d'actes il·legals contra la seguretat de l'aviació civil (Conveni de Montreal, 1971). L'OACI també va instar Israel a prendre mesures per restaurar la instal·lació per permetre la seva reobertura.
El 15 de novembre de 2005, després de la fi de la Intifada i la retirada unilateral d'Israel de la Franja de Gaza, Israel i l'Autoritat Palestina (AP) van signar l'Acord sobre el Moviment i l'Accés que disposava: "Les parts van acordar la importància de l'Aeroport [Internacional Iàssir Arafat]. Continuaran les discussions sobre qüestions de seguretat, construcció i operació".

### El govern de Hamàs a la Franja de Gaza
L'Acord de 2005 va passar a ser discutible després que Hamàs formés el Govern a l'Autoritat Palestina (AP) el 29 de març de 2006, i Israel i el Quartet sobre l'Orient Mitjà van imposar sancions contra l'AP sota el govern de Hamàs i tot diàleg amb el govern de l'AP va cessar. Les sancions es van reforçar a la Franja de Gaza després de la presa de possessió de la Franja de Gaza per part de Hamàs el juny de 2007. Des del març de 2006, no hi ha hagut discussions entre Israel i el govern de Hamàs a la Franja de Gaza, ni tan sols en relació amb l'aeroport.
Des del seu tancament, els lladres han retirat els equips valuosos, inclosos els radars.

## Galeria

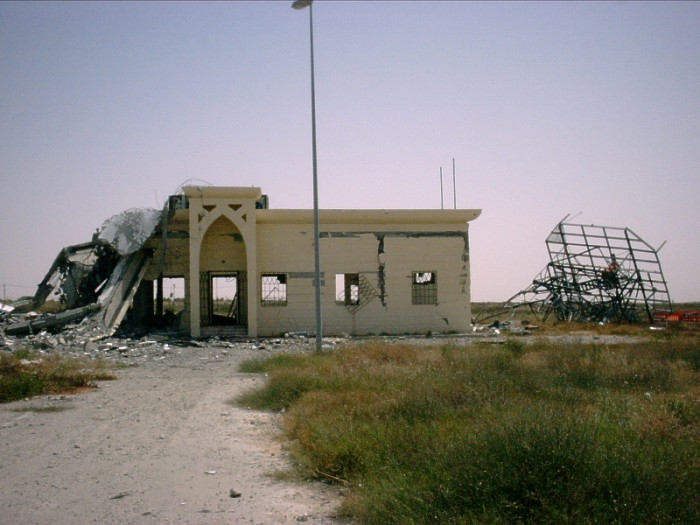
Edifici danyat, maig de 2002
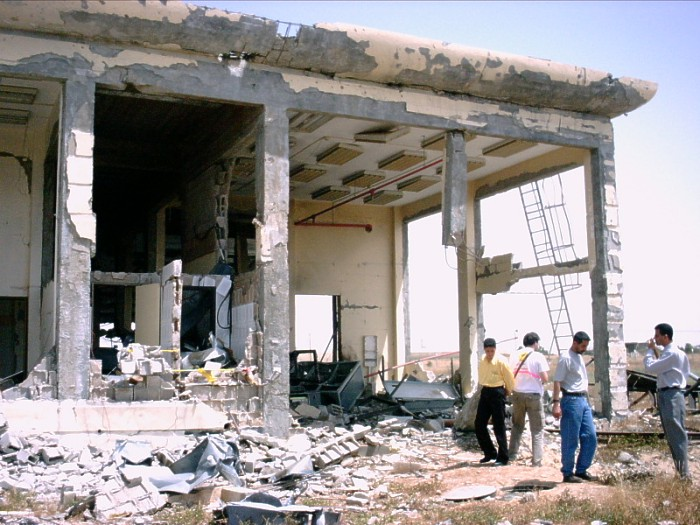
Aeroport Internacional Iàssir Arafat
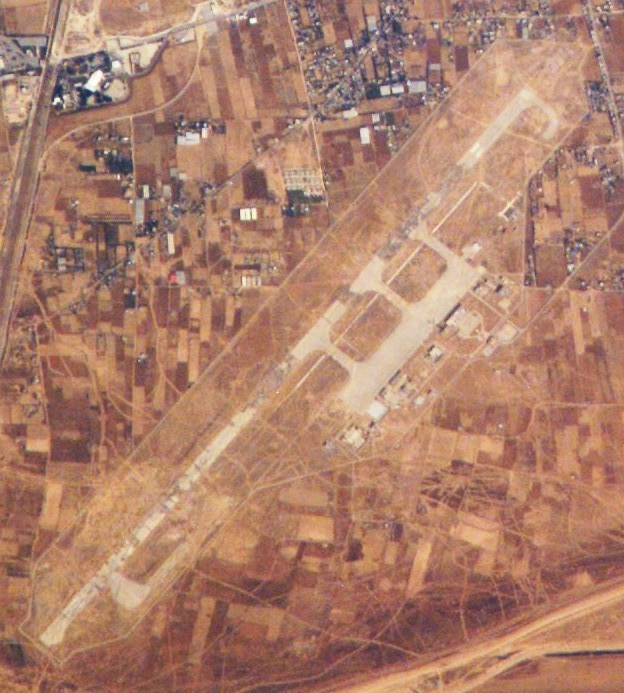
Foto de satèl·lit de 2008 de la pista